# 3G Racing
CURB/Agaganian/3G Racing is een Amerikaans raceteam dat deelneemt in de IndyCar Series. Het werd in 1984 opgericht en nam oorspronkelijk alleen deel aan het NASCAR kampioenschap. Het team is verschillende keren van naam veranderd, onder meer Beck Motorsports en Team Leader Motorsports (na een fusie) zijn enkele voormalige namen. In 1995 nam het voor de eerste keer deel aan een Champ Car race. De Japanse coureur Hideshi Matsuda werd vijftiende op Indianapolis. Het team reed voornamelijk gedeeltelijke kampioenschappen. In 2009 kwam voormalig NASCAR-coureur Stanton Barrett bij het team als mede-eigenaar. Hij reed een volledig seizoen in de IndyCar Series. Tomas Scheckter reed dat jaar een beperkt programma.